# Küste

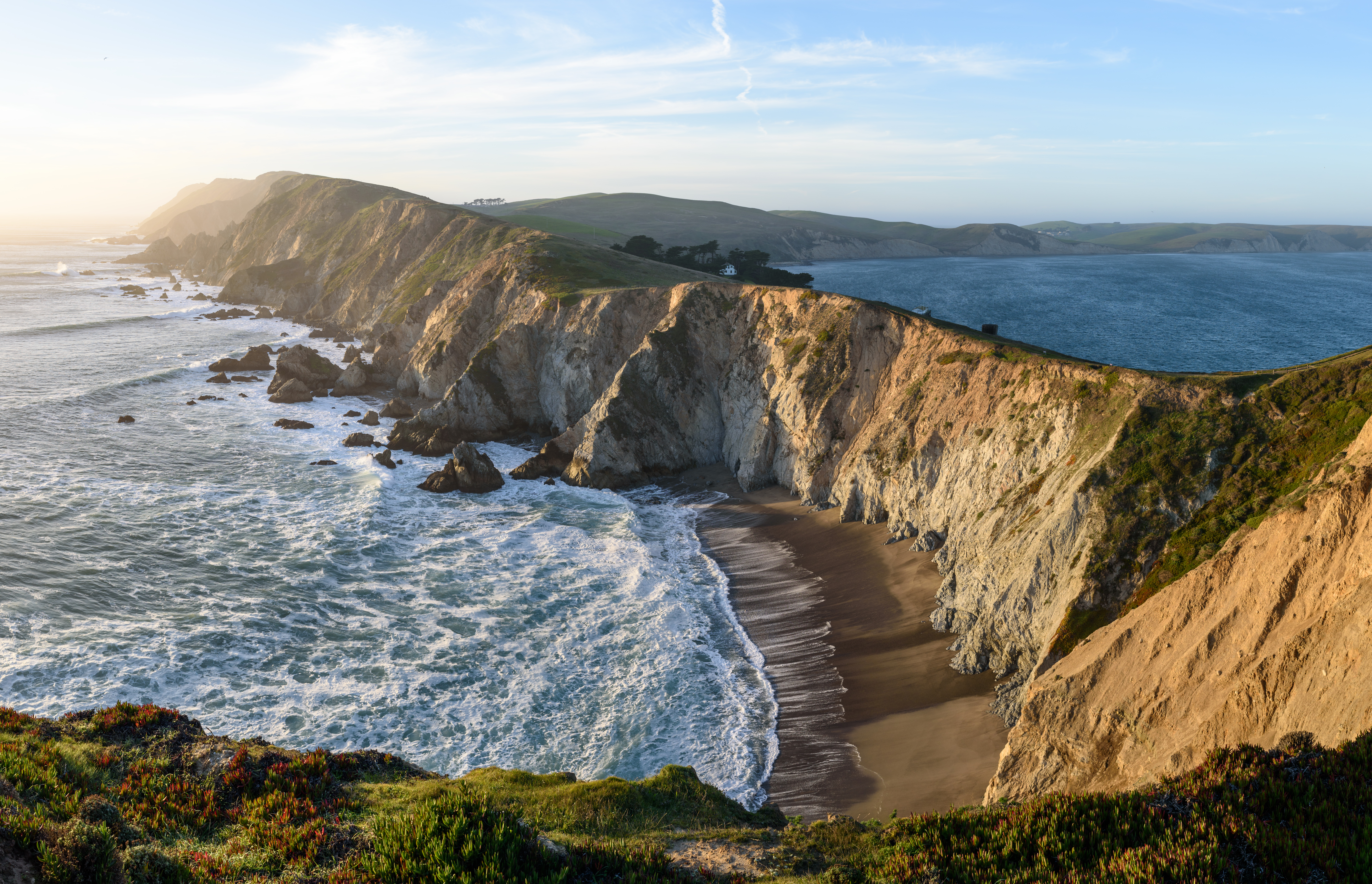
Steilküste in Kalifornien

Als Küste wird der Grenzraum der sich wechselseitig beeinflussenden Ökosysteme von Land und Meer bezeichnet. Abhängig von der Küstenform ist dieser Raum von unterschiedlicher Breite. Er kann sich an Flachküsten (z. B. der Nordseeküste) mitunter über mehr als 100 km erstrecken.
Der gemeinhin als Küstenlinie bezeichnete Ufersaum bestimmt sich durch die Linie des mittleren Wasserstands. Bei Gezeitenküsten ist dies die Linie des mittleren Tidehochwassers.
Über die Zeit gesehen, ist die Küste einem ständigen Wandel unterlegen. Die räumliche Lage wird von vielfältigen Faktoren beeinflusst. Hierzu zählen u. a. Veränderungen des Meeresspiegels, geänderte Strömungsverhältnisse, Änderungen der Salinität. Jede Änderung kann dabei natürlich bedingt sein, aber auch durch die räumliche Inanspruchnahme des Küstenraums durch den Menschen bewirkt werden. Zu den physischen Prozessen zählen einerseits eustatische Meeresspiegelschwankungen, aber auch isostatische Hebungen und Senkungen. Zu den anthropogen bedingten Faktoren zählen beispielsweise bauliche Veränderungen an Land (z. B. Deichbau), ebenso wie die beidseits des Ufers vollzogenen wirtschaftlichen Nutzungen. Hier sind u. a. zu nennen:
- Fischerei in küstennahen Gewässern
- Fremdenverkehr an Land und zu Wasser
- industrielle Tätigkeiten (z. B. Offshore-Windparks)
- Schiffsverkehr in den Küstengewässern

## Die wichtigsten Küstentypen

Flachküste und Steilküste in Kalifornien

Eine eindeutige Klassifikation in Küstentypen ist schwierig. Küsten lassen sich nach verschiedenen Kriterien einteilen, beispielsweise 
- nach dem Querschnitt: Flachküste und Steilküste
- nach dem Verlauf: Ausgleichsküste und Buchtenküste
- nach der Ausrichtung zum Gelände: Längsküste und Querküste
- nach der geologischen Entstehung: z. B. Hebungsküste und Senkungsküste

Dabei kann es Überschneidungen geben. Einige Küstentypen werden nachfolgend kurz erläutert.

### Buchtenküste

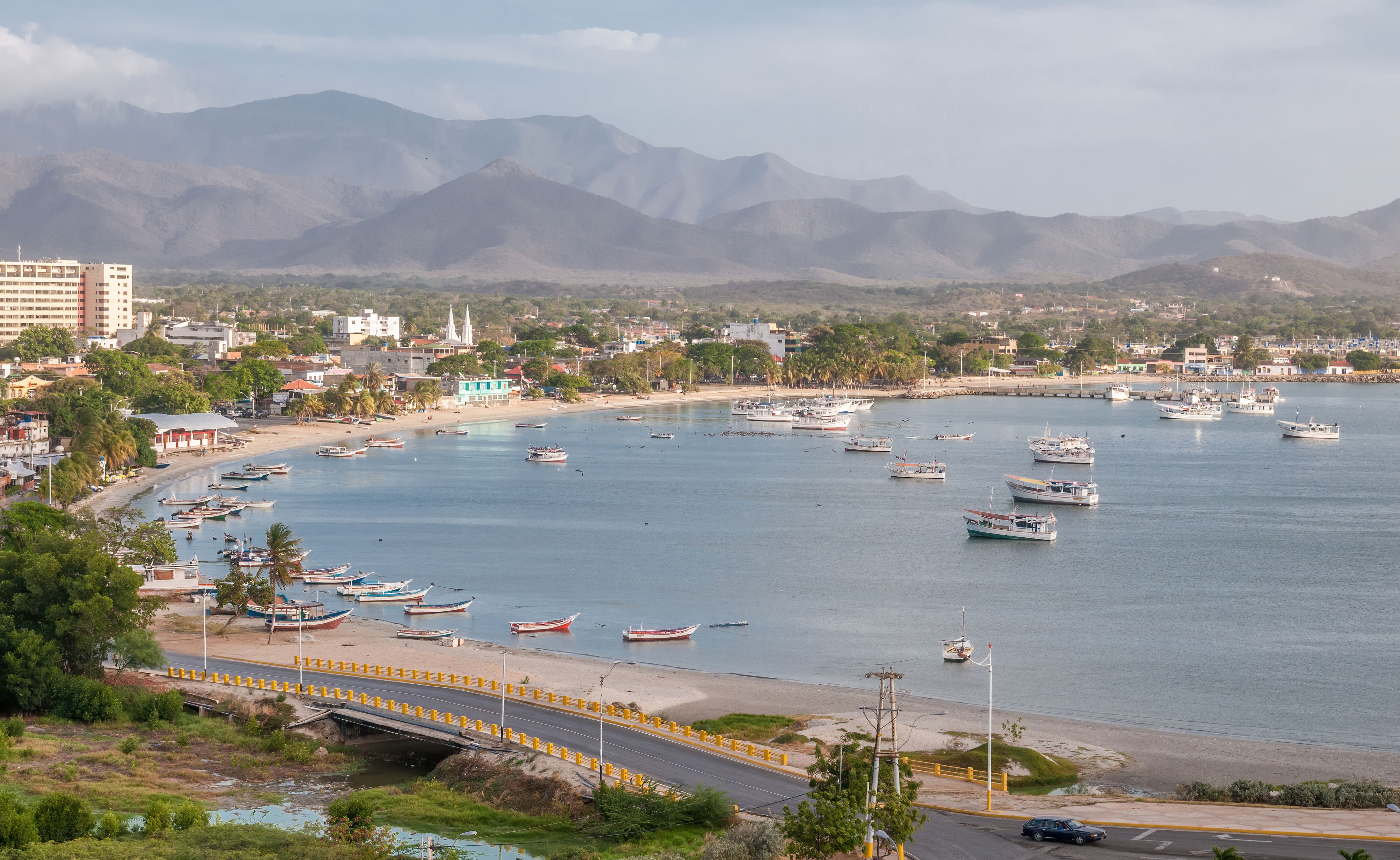
Bucht auf der Isla Margarita

Buchtenküsten entstehen, wenn ein Meer weit in das Land hineingreift. Sie entstanden durch den Meeresspiegelanstieg nach der letzten Kaltzeit. Gute Beispiele dafür sind weite Strecken der Ostseeküste und der Nordseeküste.
Die Küstenformen der Ostsee sind hauptsächlich ein Resultat eiszeitlicher Gletscherbewegungen und nach-eiszeitlicher Geländehebung (Isostasie) im nördlichen und Absenkung im südlichen Bereich der Ostsee, die bis heute andauern. Des Weiteren werden die Küsten durch die Lage in der Westwindzone beeinflusst, wodurch über die Strömung von Westen her beständig Sedimente verdriftet werden. Prägende Küstentypen sind die Fördenküste, die Boddenküste, die Ausgleichsküste und die Fjord-Schärenküste.
Die Küste der Nordsee ist größtenteils beeinflusst durch nacheiszeitliche eustatische (Gletscherschmelzen) und isostatische (Landhebung) Meeresspiegelschwankungen, einzelne Sturmflutereignisse und die Gezeiten. Charakteristisch für die Nordseeküste ist die Wattküste mit ihren typischen Barriereinseln. Sie reicht von Westfriesland über Ostfriesland bis nach Nordfriesland, also von der niederländischen Insel Texel bis zum dänischen Fischereihafen Esbjerg. Landgewinnungs- und Küstenschutzmaßnahmen (Lahnungen, Deiche) prägen dabei die Küstenlandschaft. Eine weitere Form der Küste, die Steilküste, prägt beispielsweise die Insel Helgoland.

### Längsküste
Gebirgszüge parallel zur Küste, buchtenreich. Sie entstanden nach Abbruch eines höherliegenden Gebietes zum Meer.

### Senkungsküste
Eine tektonisch bedingte Form der Ingressionsküste, deren Strandlinie infolge tektonischer Absenkung der Landmasse unter den rezenten Meeresspiegel abgesenkt wurde. Die Unterscheidung von tektonisch bedingter Hebung und eustatischen Meeresspiegelschwankungen ist problematisch.

## Besondere Küstentypen

### Riasküste

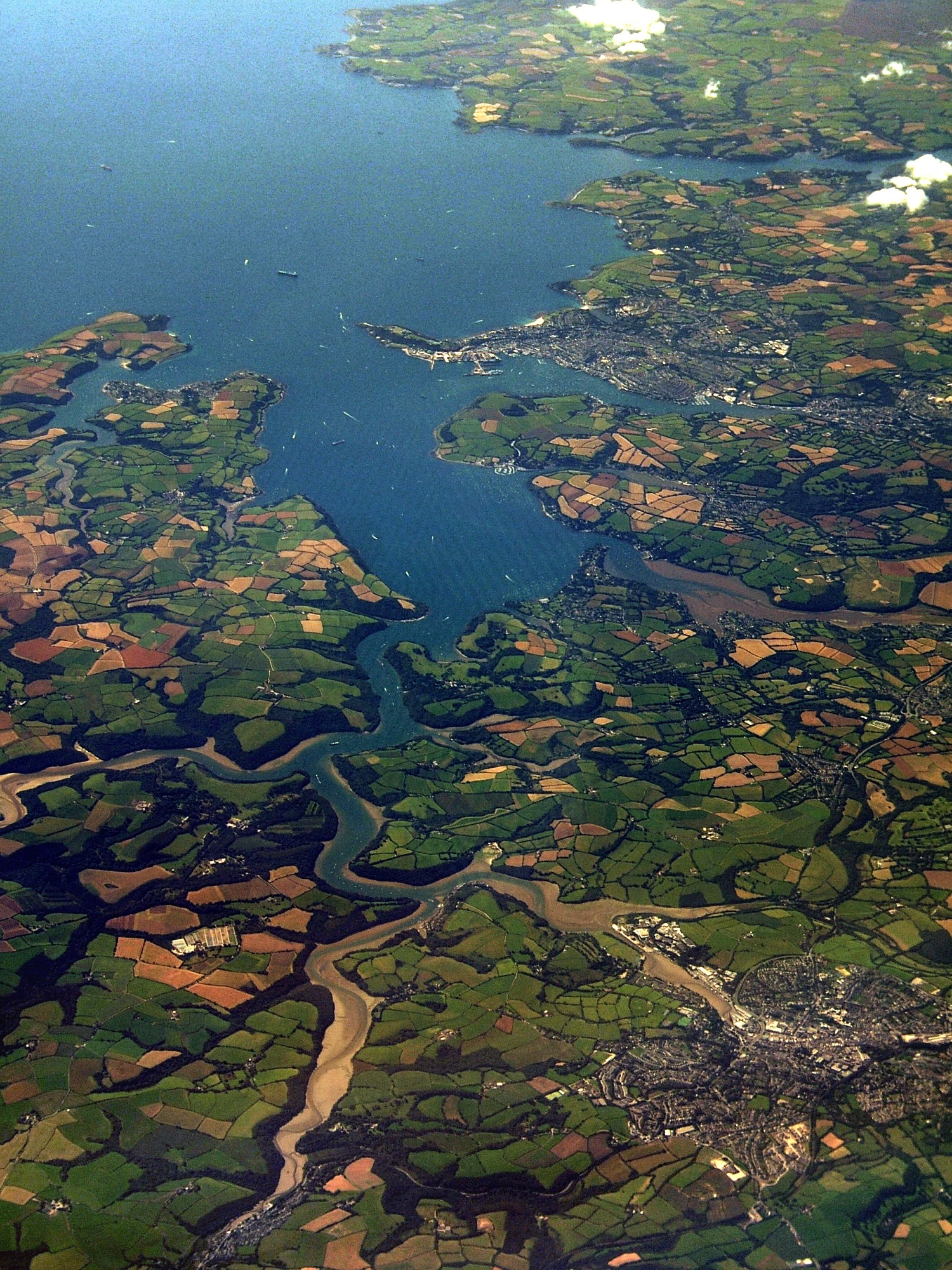
Riasküste in Cornwall

Eine Riasküste ist ein Küstentyp mit einer schmalen und langen, tief in das Land eindringenden Meeresbucht.
Die Riasküste entsteht durch den Anstieg des Meeresspiegels. Durch die Überschwemmung von Flusstälern entstehen tiefe Buchten. Im Gegensatz zu Fjordküsten sind die Riasküsten nicht glazial, sondern fluvial (durch einen Fluss) geprägt. Davor befinden sich häufig zahlreiche Inseln.
Riasküsten sind in Nordwestspanien (Galicien), Irland, Cornwall, in der Bretagne (Golf von Morbihan) und auf Korsika zu finden.

### Canaleküste
Bei der Canaleküste handelt es sich um ein parallel zur Küste verlaufendes Gebirge, das durch den Meeresanstieg (Eustasie) im Meer versunken ist. Die Antiklinalen verlaufen parallel. Ein gutes Beispiel für die Canaleküste ist die dalmatinische Küste auf der Balkanhalbinsel.

### Lagunenküste
Die Lagunenküste ist die vollendete Form der Haff- oder Nehrungsküste. Die Buchten sind endgültig zusammengewachsen. Die Nehrung nennt sich jetzt, vornehmlich im Italienischen, „Lido“. Die Lagune ist vom offenen Meer getrennt. Diese Küstenform findet sich überwiegend in Italien. Die Lagunenküste sieht aus wie eine Haffküste.

### Schärenküste

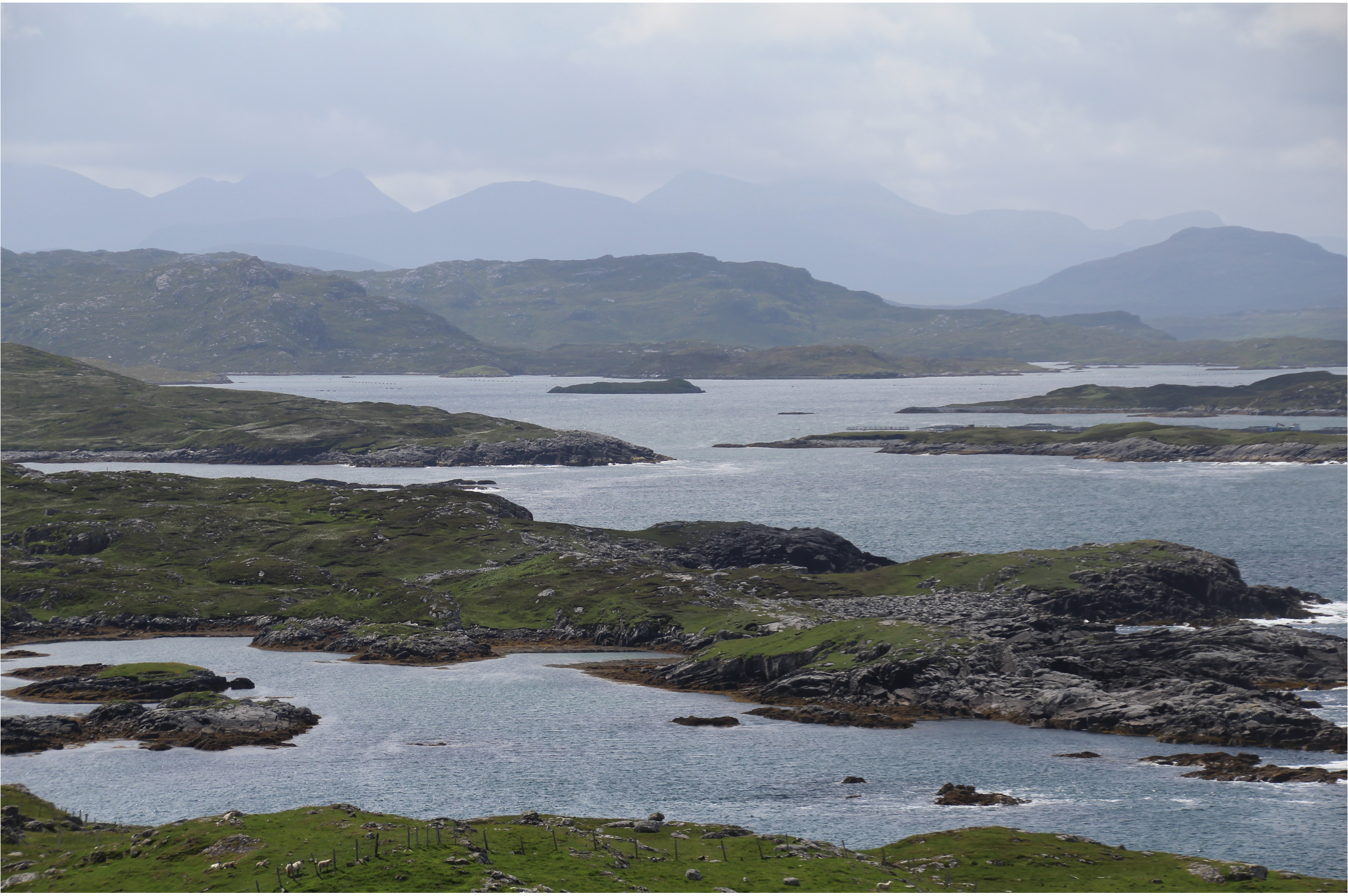
Schärenküste in Schottland

Schären entstanden während der Eiszeit, als Gletscher über felsige Landschaften verliefen und diese entweder abschliffen oder teilweise zermahlten. So lassen sich die beiden unterschiedlichen Formen der heute zu findenden Schären erklären. Die einen sind auf der Oberfläche relativ eben, haben teilweise Schleifspuren von Felsen, die der Gletscher über sie hinweggeschoben hat. Die anderen sind durch eine zerklüftete Oberfläche gezeichnet, die daher stammt, dass der Gletscher hier mechanische Zerstörungen verursacht hat, indem er ganze Teile des Felsens durch vorheriges Anfrieren herausgerissen hat (Detraktion). Schärenküsten findet man in Europa beispielsweise in Norwegen, Schweden und Finnland. An Dänemarks Küsten konnten aufgrund der vorhandenen Küstenform keine Schären entstehen. Der felsige Untergrund wie im übrigen Skandinavien fehlte.

### Mangroveküste
Die Mangroveküste, quasi die „Wattenküste der Tropen“, gibt es ausschließlich im Bereich der Tropen. Charakteristisch ist ein starker Pflanzenbewuchs mit Stelzwurzeln, der hier durch einen größeren Tidenhub entstehen konnte.